# علامة تينل
علامة تينل أو علامة تينيل أو علامة تاينيل (بالإنجليزية: Tinel's sign)‏ هي وسيلة للكشف عن تهيج الأعصاب. ويتم تنفيذ ذلك عن طريق النقر بخفة على العصب؛ لحث إحساس الوخز في مناطق توزيع العصب. وقد أُخِذَ اسمها من طبيب الأعصاب الفرنسي جول تينل [الإنجليزية] (1879-1952).
على سبيل المثال، في متلازمة النفق الرسغي حيث يتم ضغط العصب المتوسط في المعصم، غالبا ما تكون علامة تينيل «إيجابية» مما يسبب وخز في الإبهام، والسبابة، والوسطى، والنصف الكعبري من البنصر. ويشار أحيانا إلى علامة تينيل باسم «الوخز القاصي عند القرع». ويمكن توقع هذه العلامة خلال مراحل مختلفة من الانتعاش الحسي الجسدي.
على الرغم من أنها ترتبط في معظم الأحيان مع متلازمة النفق الرسغي، فإن علامة تينيل هي مصطلح عام، يمكن أيضا أن تكون إيجابية في متلازمة النفق الرصغي، أو في اصطدام العصب الزندي في المعصم (متلازمة قناة غويون)، التي تؤثر على النصف الآخر (الزندي) من أصابع اليد (نصف الإصبع الرابع، والإصبع الخامس).